# دير مقرن
بلدة دير مقرن بلدة سورية تابعة لمدينة الزبداني التابعة بدورها لمحافظة ريف دمشق، ترتفع 870 م عن سطح البحر تقع جنوب غرب ناحية عين الفيجة، على الجهة الشمالية للطريق الرئيسي الواصل بين عين الفيجة و إفره.
تحدها القرى والبلدات التالية:قرية إفرة - دير قانون - كفير الزيت، ومن الشمال الشرقي ناحية عين الفيجة.